# Odontomantis rhyssa
Odontomantis rhyssa är en bönsyrseart som beskrevs av Werner 1930. Odontomantis rhyssa ingår i släktet Odontomantis och familjen Hymenopodidae. Inga underarter finns listade i Catalogue of Life.